# 강지용 (축구 선수)
강지용(1989년 11월 23일~2025년 4월 22일)은 대한민국의 전직 축구 선수이다. 현역 시절 포지션은 수비수였다. 강대호라는 이름을 쓰다가 2014년 현재 이름으로 개명하였다.

## 구단 경력
2009 K리그 드래프트를 통해 포항 스틸러스에 지명되어 프로 무대에 데뷔하였다. 3년 간 포항에 몸담았으나 2010 시즌 5경기에 출전하는 데 그쳤고 2012년 부산 아이파크로 이적하였다.
2013년 챌린저스리그 경주 시민축구단에서 활약한 후 2014년 부천 FC에 입단하며 프로 무대에 복귀하였다. 부천에서 주전 수비수로 활약하였으며, 2015년엔 팀의 주장으로 선임되어 2년 간 주장직을 수행하였다.
2016년 12월, 강원 FC와 2년 계약을 맺고 이적하였다.
2018시즌을 앞두고 인천 유나이티드로 이적했다.